# Autoroute A17 (Portugal)
Pour les articles homonymes, voir A17.
L'autoroute portugaise A17 est une autoroute qui a entièrement été mise en service début 2008 et qui relie l'  à hauteur de Leiria à l' à hauteur d'Aveiro en passant à proximité de Figueira da Foz et Mira. Elle traverse la région littorale centre du pays et permet la continuité autoroutière entre l'  et Aveiro tout en évitant l' . Sa longueur est de 117 kilomètres.

## Péage
Cette autoroute est payante (concessionnaire: Brisa). Un trajet Leiria-Mira pour un véhicule léger coute 7€05.
À noter que le tronçon Mira-Aveiro, dont le concessionnaire est Aenor, n'est plus libre de péage depuis le 15 octobre 2010 (à la suite de la politique du gouvernement de supprimer les SCUT). Le péage de ce tronçon est assuré par des portiques automatiques en flux libre (free-flow) et coute 2€15.

## Historique des tronçons
| Tronçon                      | État                                              | km   |
| ---------------------------- | ------------------------------------------------- | ---- |
| Marinha Grande () - Louriçal | En service (06/2007) (Concession: Litoral Centro) | 32,3 |
| Louriçal - Mira-Nord         | En service (05/2008) (Concession: Litoral Centro) | 60,4 |
| Mira-Nord - Aveiro ()        | En service (09/2004) (Concession: Costa da Prata) | 24,6 |

## Trafic
| Section                              | Trafic (en véhicules par jour) en 2010 |
| ------------------------------------ | -------------------------------------- |
| Mira - Ponte de Vagos                | 15721                                  |
| Ponte de Vagos - Vagos               | 17408                                  |
| Vagos - Ilhavo                       | 20381                                  |
| Ilhavo - Aveiro-Sud                  | 24013                                  |
| Aveiro-Sud - São Bernardo (Portugal) | 25591                                  |
| São Bernardo (Portugal) -            | 26613                                  |

## Capacité
| Section                  | Capacité | Longueur |
| ------------------------ | -------- | -------- |
| Leiria - Figueira da Foz |          | 54 km    |
| Figueira da Foz - Aveiro |          | 63 km    |

## Itinéraire

Carte de l'A17

| Sorties                                      | Villes                                            |
| -------------------------------------------- | ------------------------------------------------- |
| 01                                           | Marinha Grande Leiria Caldas da Rainha - Lisbonne |
| 02                                           | Ortigosa Leiria-Nord                              |
| 03                                           | Monte Real                                        |
| 04                                           | Monte Redondo                                     |
| 05                                           | Guia                                              |
| Aire de service de Monte Redondo (km 21)     |                                                   |
| 06                                           | Louriçal - Pombal IC 8                            |
| 07                                           | Marinha das Ondas                                 |
| 08                                           | Figueira da Foz Coimbra                           |
| Aire de service de Figueira da Foz (km 62)   |                                                   |
| 09                                           | Brenha                                            |
| 10                                           | Caniceira Tocha                                   |
| 11                                           | Mira Cantanhede                                   |
| Péage de Mira (Système Free-Flow)            |                                                   |
| 12                                           | Cabeço - Mira                                     |
| Portique de péage de Ponte de Vagos - € 1,00 |                                                   |
| 13                                           | Ponte de Vagos                                    |
| Aire de service de Vagos (km 99)             |                                                   |
| 14                                           | Vagos                                             |
| Portique de péage de Vagos - € 0,50          |                                                   |
| 15                                           | Ilhavo                                            |
| 16                                           | Aveiro-Sud                                        |
| Portique de péage de Oliveirinha - € 0,65    |                                                   |
| 17                                           | São Bernardo                                      |
|                                              | Aveiro Angeja                                     |